# Françoise de Dinan

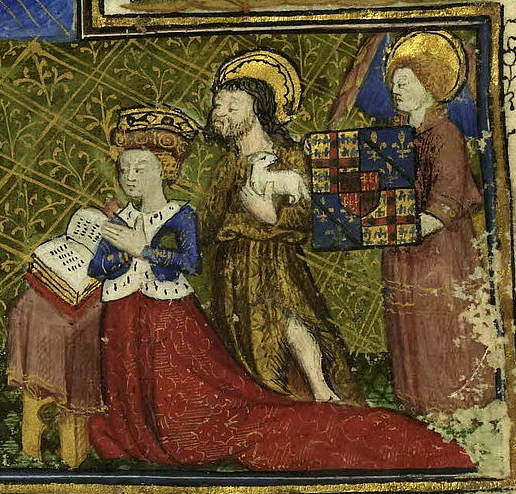
Françoise de Dinan in ihrem Stundenbuch

Françoise de Dinan (* 20. November 1436 im Manoir de la Roche-Suhart in Trémuson; † 3. Januar 1500 (n. St.) im Hôtel de Châteaubriant in Nantes) war in ihrer Jugend die reichste bretonische Erbin ihrer Zeit und 45 Jahre später die Gouvernante Anne de Bretagnes.

## Leben
Françoise de Dinan war die einzige und Erbtochter von Jacques de Dinan, Seigneur de Bodister etc., Gouverneur von Stadt und Burg Sablé, Großmundschenk von Frankreich, und Catherine de Rohan. Sie wurde im Alter von acht Jahren durch den Tod ihres Vaters am 30. April 1444 und den Tod ihres Onkels Bertrand de Dinan, Marschall von Bretagne, am 21. Mai 1444, die reichste Erbin des Herzogtums Bretagne ihrer Zeit: Sie war nun Dame de Châteaubriant, de Beaumanoir, du Guildo, de Montafilant, de Candé, de Vioreau, des Huguetières en Retz, de Bodister, et de La Harduinais.

### Die Ehen
Zu dieser Zeit war sie bereits seit drei Jahren, seit dem 28. September 1441, mit dem Comte de Gavre (1435–1501) verlobt, dem ältesten Sohn von Guy XIV. de Laval und Isabelle de Bretagne, war aber auch von Gilles de Bretagne umworben worden, der das nun 7-jährige Mädchen, ohne auf ernsthaften Widerstand zu stoßen, Ende Mai 1444 entführte: Der Herzog ließ seinen Bruder gewähren, Catherine de Rohan, die Mutter Françoises war eingeweiht – und Guy XIV. de Laval stimmte bereits am 4. Juli 1444 der Auflösung der Verlobung zu, nachdem Herzog Franz I. ihm eine Ausgleichszahlung von 20.000 Écu zugesagt hatte.
Die Ehe zwischen Françoise und Gilles de Bretagne war bereits am 17. Juni 1444 geschlossen. Gilles (* wohl 1420) war Seigneur de Princé, de La Mothe-Achard, Chantocé, et d’Ingrande, Châtelain de Lamballe, und der dritte Sohn des Herzogs Johann VI., seine junge Frau wurde nun Madame de Chantocé genannt. Gilles de Bretagne wartete mit dem Vollzug seiner Ehe mit Francoise nur noch auf den Zeitpunkt, an dem ihr Alter es erlauben würde, als zu seinem Unglück seine Verhandlungen mit England und seine Beziehung zu König Heinrich VI. – der sowohl der Feind der Bretagne als auch Frankreichs war – seine hohe Stellung gefährdeten. Was Françoise betrifft, so war sie in ihrem zehnten Lebensjahr, als Gilles interniert wurde, und in ihrem vierzehnten, als Gilles starb, ohne auch nur einen Tag lang seine Freiheit wiedererlangt zu haben: Gilles de Bretagne wurde am 24. April 1450 im Château de La Hardouinais erdrosselt, seine Witwe war da gerade im 14. Lebensjahr. Der Herzog von Bretagne vertraute Françoise erst seiner Ehefrau Isabelle von Schottland an, dann dem Präsidenten der Chambre des comptes.
Es dauerte nach Gilles Tod nicht lange, bis man erkannte, dass einerseits ein einfacher Vormund in Françoises Fall nicht ausreichte und dass andererseits der Ehemann, dessen schnelle Nennung ihre Interessen erforderten, nicht der zukünftige Guy XV. sein konnte, der 1450 noch keine fünfzehn Jahre alt war – was erklärt, warum Françoise eines Tages nicht die Schwiegertochter von Guy XIV., sondern seine Frau wurde: bereits am 3. Oktober 1450 wurde sie in Rennes mit dem 30 Jahre älteren Comte de Laval verheiratet.

### Nachkommen
Françoise de Dinan und Guy XIV. de Laval bekamen drei Söhne:
- Pierre, 1467/98 bezeugt, bestattet in der Jakobinerkirche von Nantes, keine Nachkommen
- François, Seigneur de Montafilant (* Oktober 1464 auf Burg Châteaubriant; † 15. Januar 1503 in Amboise), französischer Rat und Kämmerer; ⚭ (Ehevertrag 31. August 1482, bestätigt 11. Juni 1486) Françoise de Rieux, Dame de Malestroit (* 1461; † 30. Oktober 1532 in Châteaubriant), dort auch bestattet, Tochter von Jean IV. de Rieux, Sire de Rieux et de Rochefort, Comte d’Harcourt, und Françoise Raguenel, Dame de Malestroit; deren Söhne sind:
  - Jean de Laval-Châteaubriant (* 1487; † 11. Februar 1543), bis 1515 Seigneur de Gavre (an Jacques I. de Luxembourg, Seigneur de Fiennes, verkauft),[4] 1521 Seigneur de Dinan, 1531 Lieutenant-général und Gouverneur von Bretagne; ⚭ (Ehevertrag Morlaix 4. September 1505) Françoise de Foix (Haus Grailly) († Châteaubriant 16. Oktober 1537), Mätresse des Königs Franz I., bestattet in Châteaubriant, Tochter von Jean de Foix, Vicomte de Lautrec; keine Nachkommen[5]
  - Pierre de Laval-Châteaubriant, Seigneur de Montafilant et de Beaumanoir (* 1. Februar 1489 (a. St.); † 8. November 1521); ⚭ Françoise de Tournemine, keine Nachkommen
- Jacques, 1498 Seigneur de Beaumanoir († 23. April 1502), dessen Sohn ist:
  - François de Laval-Beaumanoir († 1522), keine Nachkommen

Guy XIV. de Laval starb am 2. September 1486 in seinem 80. Lebensjahr, Françoise de Dinan war bei seinem Tod noch keine 50 Jahre alt.

### Die Gouvernante Anne de Bretagnes
Am 9. September 1488 starb Herzog Franz II. und hinterließ zwei Töchter, die 11-jährige Anne und die 7-jährige Isabelle (die zwei Jahre später ebenfalls starb). In seinem Testament hatte der verstorbene Herzog bestimmt, dass die Verwaltung des Herzogtums dem Maréchal de Rieux anvertraut werde, während er die Töchter in die Obhut von Françoise de Dinan gab.
In den mehr als drei Jahren zwischen dem Tod von Franz II. und der Hochzeit Annes stand Francoise de Dinan im Mittelpunkt der zahllosen Intrigen, die um Annes Hochzeit gesponnen wurden, bei der jeder versuchte, den Kandidaten seiner Wahl für sich zu gewinnen. Françoise war in dieser Frage nicht uneigennützig und unterstützte die Kandidatur von Alain d’Albret: zweifellos war sie in Übereinstimmung mit Maréchal de Rieux der Ansicht, dass es für die künftige Unabhängigkeit der Bretagne von Vorteil sei, in der Provinz wieder eine besondere Dynastie zu gründen; doch in ihre Sympathie für Alain d'Albret mischte sich sicherlich auch ein Familieninteresse, denn Alain und Françoise hatten mit Catherine de Rohan die gleiche Mutter. Trotz ihrer Hilfe, trotz eines Ehevertrags, der 1488 noch zu Lebzeiten von Franz II. geschlossen, trotz eines Versprechens von Karl VIII., das am 2. Januar 1491 (n. St.) in Moulins unterzeichnet worden war und den König verpflichtete, ihn zum Ehemann von Anne de Bretagne zu machen, gelang es Alain nicht, sich gegen seine Konkurrenten durchzusetzen.
Françoise de Dinan wird auch später nicht unter denjenigen genannt, die die Ehe Annes mit Karl VIII. von Frankreich unterstützten, auch nicht unter den Personen, die die Herzogin nach Langeais begleiteten. Zweifellos hatte ihre Rolle zu der Zeit geendet, als sie 1490 auf den États in Vannes die 100.000 Écus d‘Or und zwei Pensionen, eine von 500 Livres und eine von 11.000 Livres, erhalten hatte, die die Stände ihr als Entschädigung für die Kosten ihrer Tätigkeit am bretonischen Hof bewilligt hatten.
Françoise de Dinan starb am 3. Januar 1500 (n. St.) in ihrem Hôtel de Châteaubriant in Nantes, Rue de Briord. In ihrem Testament vom 31. Dezember 1498 erklärt sie, dass sie vier Jahre zuvor eine Ehe mit Jean de Proisy, einem Adligen aus der Picardie, geschlossen habe, dem sie verschiedene Renten hinterließ. Jean de Proisy fiel 1524 bei Pavia. Sie wurde in der Dominikanerkirche in Nantes neben Isabelle de Bretagne, der ersten Ehefrau von Guy XIV., beerdigt. Sie war die letzte Vertreterin der Familie Dinan.
1904 wurde ihr Sarg beim Abriss des ehemaligen Jakobinerklosters in Nantes wiederentdeckt; die Archäologische Gesellschaft von Nantes äußerte vergeblich den Wunsch, dass die sterblichen Überreste in die Kathedrale überführt werden sollten.